# Muzeum lidové architektury v Bardejovských Kúpeľoch
Muzeum lidové architektury v Bardejovských Kúpeľoch je skanzen, který se nachází v obci Bardejovské Kúpele. Byl zpřístupněn v roce 1965 a je nejstarším zařízením svého druhu na Slovensku. Je organizačně začleněn do Šarišského muzea v Bardejově.
Zpřístupňuje lidovou architekturu slovenského a rusínského etnika z období 19. a 20. století.
Mezi nejvýznamnější stavby v expozic patří:
- Cerkva sv. Mikuláše, dřevěný chrám ze Zboja z roku 1775,
- Dřevěný chrám z Mikulášové,
- Unikátní vrtné zařízení z 18. století, které se používalo na výrobu dřevěných vodovodních trubek